# ОШ „Вук Караџић” Језеро
Основна школа „Вук Караџић”  је основних школа у Језеру. Налази се у улици Вука Караџића бб. Име је добила по Вуку Стефановићу Караџићу српском лингвиста, филолог, антрополог, књижевник, преводилац и академик.

## Историјат
Државна основна школа у Језеру отворена је школске 1907/1908. године. Према сјећању најстаријих становника, школа у Језеру постојала је и прије Другог свјетског рата. Радила је у двоспратној приватној кући у центру насеља. Имала је четири разреда, а у сваком разреду преко 40 ученика. За вријеме Другог свјетског рата није радила, а послије рата је на данашњој локацији изграђена школска зграда са четири учионице. Осмогодишња школа, под називом "Мустафа Ганибеговић", отворена је школске 1959/1960. године. Највише ученика, око 750, имала је у периоду 1960-1977, а затим се број ученика смањивао, јер се становништво расељавало. Школске 1990/1991. школа је имала 240 ученика и 20 наставника. У њеном саставу било је подручно одјељење Борци (основано 1959/1960), али је због малог броја ученика престало да ради 1992. године. У току Одбрамбено-отаџбинског рата 1992-1995. припојена је ОШ "Вук Караџић" у Јајцу као подручна школа. Од септембра 1995. до октобра 1996. школа није радила, а онда је поново почела да ради као самостална под називом "Вук Караџић". Нова школска зграда завршена 2006, а школско игралиште са трибинама 2007. године. У школској 2007/2008. школа је имала 154, а 2021/2022. - 85 ученика, 21 наставника, и по једног православног и исламског вјероучитеља. Школска библиотека броји 3.914 књига (2022).